# Train à grande vitesse pendulaire
Ne doit pas être confondu avec le TGV pendulaire, prototype démonstrateur de la SNCF

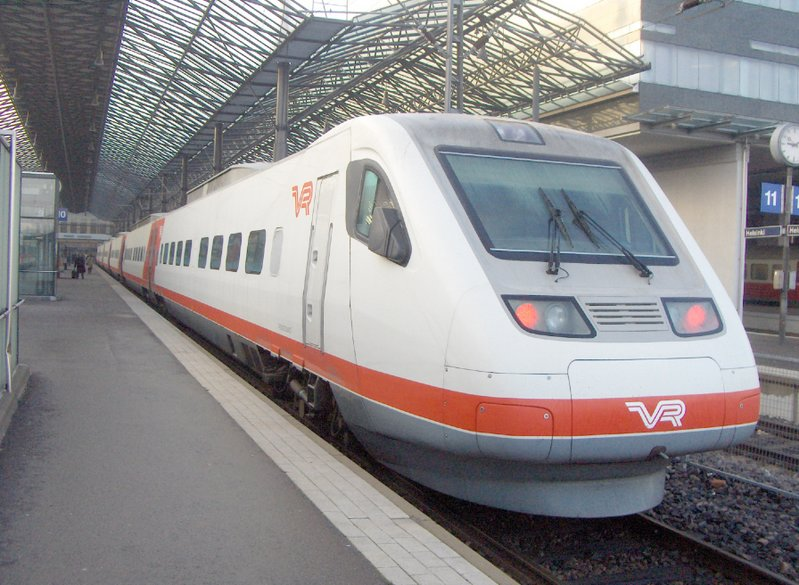
Rame Fiat ETR 460 des chemins de fer finlandais à Helsinki

Un train à grande vitesse pendulaire est un train utilisant la technique de la pendulation pour atteindre la grande vitesse ferroviaire. Selon l'UIC, un train à grande vitesse est un train roulant à plus de 250 km/h sur des voies dédiées, ou à plus de 200 km/h sur des voies conventionnelles.

## Principe
Jusqu'à une période récente, les trains classiques (en particulier du temps de la vapeur) bénéficiaient d'une puissance limitée. Pour que des trains puissent circuler en toute circonstance avec un tonnage économiquement rentable, et une vitesse acceptable, il était donc impératif que les voies qu'ils empruntaient présentent une déclivité aussi faible que possible. Les lignes ont donc souvent été tracées en fond de vallée, en suivant les cours d'eau. Elles sont ainsi très souvent sinueuses. La sinuosité d'une ligne était sans grande conséquence à l'allure des anciens trains, mais devient un inconvénient lorsqu'elle doit être parcourue par un train plus rapide, et donc soumis à une force centrifuge plus intense. Cet inconvénient peut être compensé par la pendulation, et peut permettre dans certains cas d'atteindre la haute vitesse sur ligne classique sinueuse. 
Dans les conditions adaptées, le train pendulaire permet d'emprunter à grande vitesse les courbes des lignes classiques. Le gain de vitesse qui peut être obtenu sur ligne classique par la mise en œuvre de trains pendulaires est très variable. Il dépend de nombreux paramètres, tels que les tolérances acceptées sur une ligne donnée quant à son insuffisance de dévers. Plus ces tolérances sont élevées et que le dévers en courbe est faible, moins la pendulation aura d'influence sur le gain de vitesse mais elle permettra alors d'améliorer le confort postural des voyageurs en limitant les déséquilibres causés par les accélération horizontales de la force centrifuge. Il peut cependant causer chez certains passagers une cinétose spécifique qui semble due aux mouvements de l'horizon. 
Le mélange des deux techniques, TGV et pendulaire, permet la création d'engins ferroviaires mixtes capables de circuler à la fois en mode TGV classique sur les lignes à grande vitesse et en mode pendulaire sur des lignes classiques. Dans plusieurs des pays européens, les deux techniques sont développées en parallèle, à savoir par exemple l'ICE (Train à grande vitesse), le VT 610 (pendulaire) pour l'Allemagne ou encore l'ETR 450/460 pendulaire italien ou l'Avelia Liberty d'Alstom.

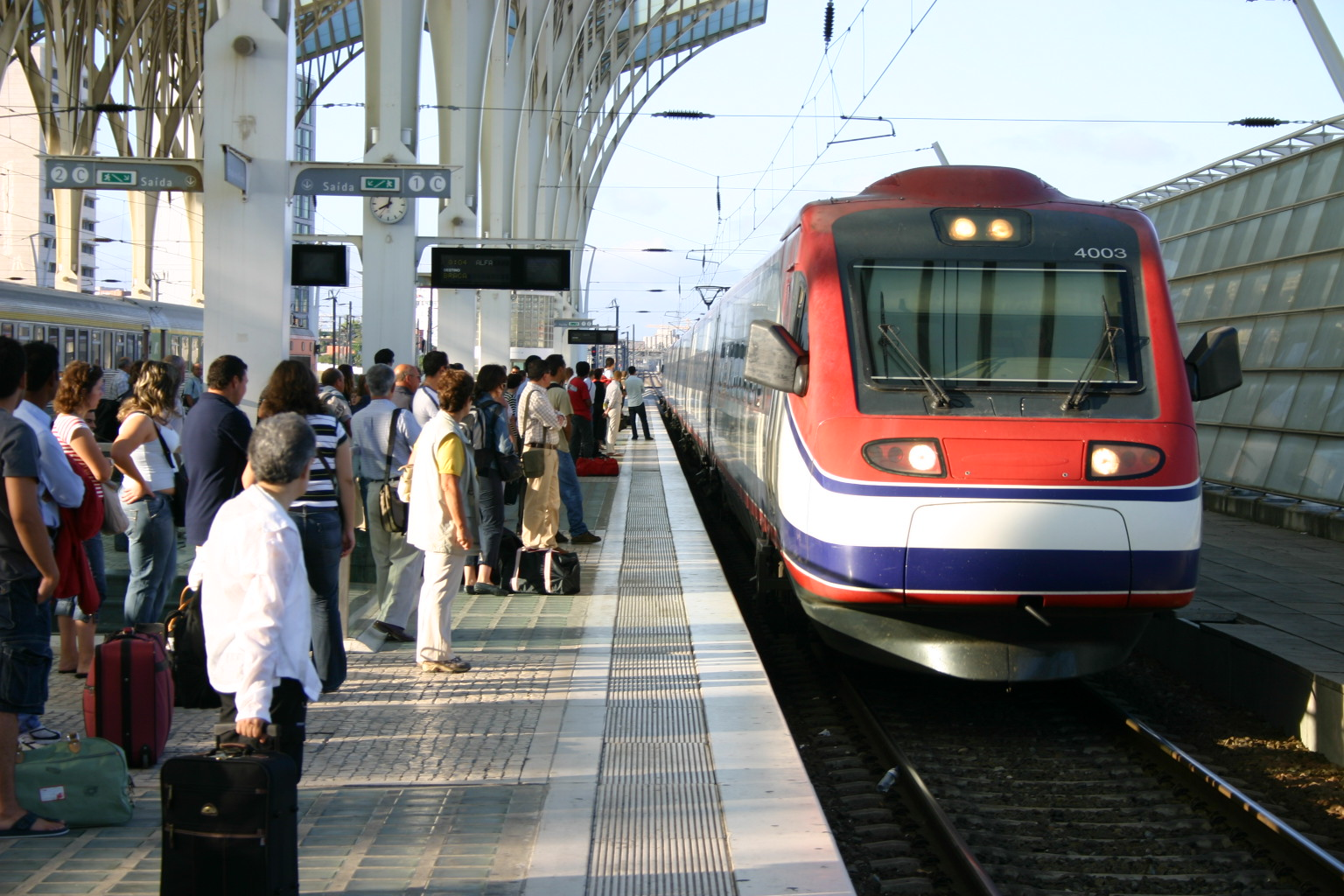
Un Alfa Pendular en gare de Lisbonne.

### Cohabitation avec le trafic classique
Sur les lignes classiques, le train à grande vitesse doit cohabiter avec des trains plus lents (fret, trains régionaux...). Sur des lignes chargées, cela nécessite la construction de nouvelles voies pour éviter les ralentissements.
Il faut par exemple 80 km de voie pour qu'un train roulant à 200 km/h puisse en dépasser un second qui avance à 160 km/h.

### Surcoûts d'exploitation
L'accroissement de la vitesse dans les courbes induit une augmentation corrélative des coûts de maintenance de la voie, les efforts transversaux sur celle-ci étant significativement augmentés ; la pendulation compense en effet la force centrifuge au niveau du plancher, mais pas au niveau de la voie. Le train pendulaire à haute vitesse impose donc un entretien des voies plus important. Il exige également une refonte des infrastructures (passages à niveaux, signalisation, traction électrique, protection des abords) pour garantir la sécurité et la qualité à pleine vitesse. Par ailleurs le matériel roulant est plus cher à capacité égale.

## Expériences de trains pendulaires à grande vitesse
Dans les années 1970, British Rail a mis au point une technique avancée de pendulation active, pour atteindre 240 km/h, avec trois rames prototypes, APT-P, Classe 370. Le lancement prématuré en 1981 du train, loin d’être prêt sur le plan technique, entraîna de nombreux problèmes et une fiabilité insuffisante. Après une mise en service en 1982, le projet fut abandonné un peu plus tard.
En France, Alstom travaillait depuis de nombreuses années à des TGV pendulaires. Alstom a depuis, en juillet 2000, racheté Fiat Ferroviaria, concepteur des Pendolino, trains pendulaires ETR 450, ETR 460 (250 km/h), des chemins de fer italiens. Alstom a notamment réalisé un démonstrateur TGV pendulaire P01/DTP2. "La vocation du futur matériel découlant de ce démonstrateur est de desservir les lignes à grande vitesse à 300 km/h, sans penduler, et de circuler jusqu'à 220 km/h avec la pendulation en service sur les lignes qui les prolongent."
Fiat Ferroviaria est à l'origine des rames pendulaires Pendolino (320 km/h, croisière: 235 km/h), dont une partie a été produite sous licence par l'entreprise Rautaruukki-Transtech (rachetée depuis par le groupe espagnol Talgo) pour être utilisées en Finlande.

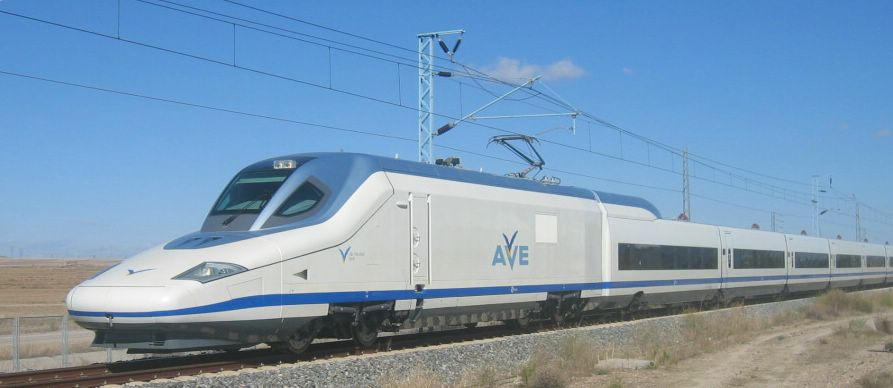
Motrice AVE 350

En Espagne, le Talgo 350 (motrice AVE Bombardier), apte à circuler à 330 km/h, a été mis en service commercial le 26 février 2005 sur la ligne AVE Madrid-Barcelone, temporairement à la vitesse limite de 200 km/h. Actuellement, il atteint 300 km/h sur plusieurs lignes. Du même constructeur, le Talgo 250, apte à circuler à 250 km/h est en service depuis novembre 2007. Il est doté du système de changement d'écartement automatique Talgo RD permettant de passer de la voie large à la voie normale et réciproquement, sans arrêt.
En Allemagne, les rames ICE-T (Siemens, Bombardier-Fiat, Allemagne) sont à la limite de la "grande vitesse" : elles atteignent la vitesse de 230 km/h sur des voies normales préexistantes.
Aux États-Unis, sur la ligne Washington-Boston via New York et Philadelphie, la vitesse limite des trains Acela Express est de 257 km/h, qu'ils ne peuvent atteindre que sur un court tronçon de 29 km. La vitesse moyenne commerciale des services s'établit à environ 177 km/h. Un ancêtre de l'Acela, le Train Turbo (United Aircraft Corporation) a le record de vitesse en Amérique du Nord à 270 km/h atteint le 20 décembre 1967, mais il roulait en général à 160 km/h.
Tableau récapitulatif (vitesse de croisière, sur des lignes commerciales)
|                               | ≤ 200 km/h (pour mémoire)                         | 200-250 km/h | 250-300 km/h                                                                              | > 300 km/h                                 |
| ----------------------------- | ------------------------------------------------- | --- | ----------------------------------------------------------------------------------------- | ------------------------------------------ |
| non pendulaire (pour mémoire) | ...                                               | ... | ICE1 et ICE2, TGV SE, Tokaïdo - Shinkansen,                                               | TGV, AGV, ICE 3 ETR 500 - Velaro           |
| pendulation active            | X2000, ETR 470, Train LRC, VT611 (DB), VT612 (DB) | ICE-TD (Diesel), Acela Express (American Flyer), Pendolino S220, ICE-T, ICN, Fiat ETR 450, ETR 460, ETR 480, ETR 600, Alfa Pendular, Pendolino CD 680, APT, Intercity 2000, BM73 ... | Avant Alstom Pendolino Serie 104, Démonstrateur TGV pendulaire P01, Shinkansen série N700 | Shinkansen série E5, Alstom Avelia Liberty |
| pendulation passive           | Talgo Pendular, Turbo UAC                         | Talgo 6, Talgo 7 | Talgo 250                                                                                 | Talgo 350                                  |

### Articles connexes

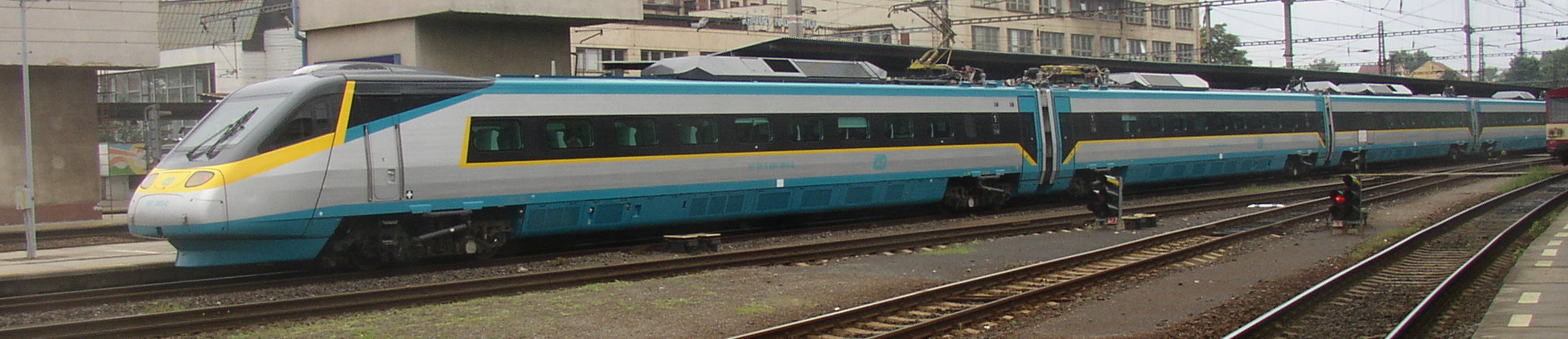
Un Pendolino 680 tchèque à Kralupy nad Vltavou.